# Tim Tscharnke
Tim Tscharnke, född den 13 december 1989 i Weissenfels, är en tysk längdåkare som tävlat i världscupen sedan 2009.
Tscharnkes stora genombrott kom vid Olympiska vinterspelen 2010. Han tävlade dels i sprinten där han inte tog sig vidare till finalen. Men i sprintstafetten blev han tillsammans med Axel Teichmann silvermedaljörer efter Norge. 
Tscharnke tog sin första världscupvinst den 13 december 2012 i masstartsloppet över 15 km klassisk stil i kanadensiska Canmore. Han tog sin andra världscupseger, även denna i klassisk masstart, i Val di Fiemme den 10 januari 2015.
Tscharnke meddelade den 10 juli 2017 att han lägger av. Sedan dess har han emellertid åkt ett Vasalopp (2018) där han slutade på en 182 plats.